# Isa Miranda

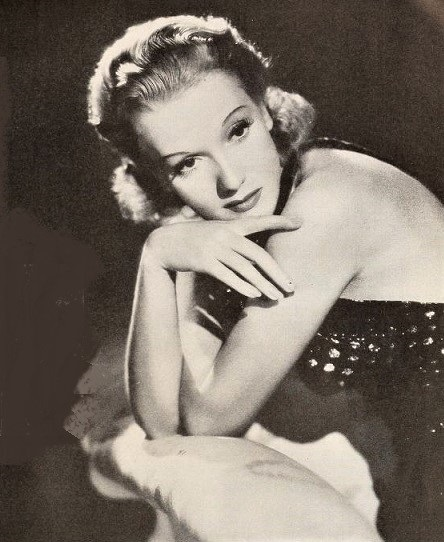
Isa Miranda (1938)

Isa Miranda (* 5. Juli 1905 in Mailand; † 8. Juli 1982 in Rom; eigentlich Ines Isabella Sampietro) war eine italienische Schauspielerin.

## Leben
Die in ärmlichen Verhältnissen aufgewachsene Isa Miranda verdiente sich schon in jungen Jahren als Näherin in einem Modeatelier und als Fabrikarbeiterin ihren Lebensunterhalt. Später belegte sie einen Kurs im Maschinenschreiben und fand Anstellung als Sekretärin bei einem Rechtsanwalt. Von dem Einkommen finanzierte sie sich den Schauspielunterricht in ihrer Heimatstadt und posierte für Fotos, die sie an römische Filmstudios adressierte.
Anfang der 1930er-Jahre ging sie nach Rom und erhielt erste kleinere Filmrollen. Ihren ersten großen Erfolg feierte sie 1934 mit dem Film Eine Diva für alle unter der Regie von Max Ophüls. Der Film wurde zugleich Basis für ihre internationale Karriere. Zunächst agierte sie in UFA-Produktionen in Deutschland und erhielt dann einen Vertrag bei der US-amerikanischen Paramount. Sie spielte neben Ray Milland in Robert Floreys Hotel Imperial (1939) und war 1940 die Filmpartnerin von George Brent in George Fitzmaurices Krimidrama Adventure in Diamonds. Der Versuch, sie als italienische Greta Garbo oder Marlene Dietrich zu etablieren, scheiterte jedoch.
Zu ihrem Auftritt in Die Liebe des Maharadscha schrieb Friedrich Porges: „Die faszinierende schauspielerische Persönlichkeit des Films ist die Italienerin Isa Miranda. Seelenvoll, vital, klug und anmutig bietet die Miranda das Bild einer Frau, die[,] von unerhörtem Schicksal, das ihr begegnet, aus dem Gleichgewicht und um das Glück einer stillen Liebe gebracht, sich dem Unerbittlichen anfangs fügt, nun schließlich doch den Weg zu gehen, der ihr schon immer vorgezeichnet gewesen.“
Miranda spielte 1941 im Film Weisse Göttin zusammen mit Gustav Diessl und Fosco Giachetti. Regie führte ihr Mann Alfredo Guarini. Nach dem Zweiten Weltkrieg kehrte Miranda aus den USA zurück nach Italien und spielte dort wieder Theater und in Filmen. Für René Cléments später Oscar-prämierten Film Die Mauern von Malapaga wurde sie bei den Filmfestspielen von Cannes 1949 als beste Darstellerin ausgezeichnet. In den folgenden Jahren wurde sie ein gefeierter europäischer Filmstar und trat in italienischen, französischen, englischen und deutschen Produktionen auf.
Ab den 1960er-Jahren war sie hauptsächlich in Fernsehproduktionen zu sehen und ihr Ruhm der 1950er-Jahre verblasste allmählich. 1965 erlebte Miranda den finanziellen Bankrott und versetzte Juwelen und ihren Wagen, um einer Gefängnisstrafe zu entgehen. In der Folge finanzierte sie sich mit wechselnder Arbeit wie Theaterauftritten in London, Babysitting und Italienisch-Stunden den Lebensunterhalt.
Isa Miranda war von 1939 bis zu dessen Tod 1981 mit dem italienischen Filmproduzenten und Regisseur Alfredo Guarini verheiratet. Die Ehe blieb kinderlos. Neben ihrer Karriere als Schauspielerin wirkte sie auch als Dichterin, Romanautorin und Malerin und veröffentlichte bereits Anfang der 1950er-Jahre ihre Memoiren.
Isa Miranda verstarb nach langer Krankheit in Rom im Alter von 77 Jahren und fand auf dem  Cimitero Monumentale al Verano ihre letzte Ruhestätte.

## Filmografie (Auswahl)
- 1934: Eine Diva für alle (La signora di tutti); Regie: Max Ophüls
- 1936: Du bist mein Glück; Regie: Karlheinz Martin
- 1936: Die Liebe des Maharadschas; Regie: Arthur Maria Rabenalt
- 1937: Karthagos Fall (Scipione l’Africano)
- 1939: Hotel Stadt Lemberg (Hotel Imperial); Regie: Robert Florey
- 1940: Adventure in Diamonds; Regie: George Fitzmaurice
- 1942: Malombra; Regie: Mario Soldati
- 1949: Die Mauern von Malapaga (Le mura di Malapaga)
- 1950: Der Reigen (La ronde)
- 1952: Vom Landpfarrer zum Papst (Gli uomini non guardiano il cielo)
- 1953: Wir Frauen (Siamo donne) (eine Episode)
- 1954: Rasputin (Raspoutine); Regie: Georges Combret
- 1954: Vor der Sintflut (Avant le déluge)
- 1955: Traum meines Lebens (Summertime)
- 1957: Maurizio (I colpevoli)
- 1963: Die Nackte (La noia)
- 1964: Einer frißt den anderen
- 1964: Der gelbe Rolls-Royce (The Yellow Rolls-Royce)
- 1964: Der Triumph des Musketiers (Hardi Pardaillan!)
- 1966: Die Gentlemen bitten zur Kasse
- 1967: Hell Is Empty
- 1968: In den Schuhen des Fischers (The Shoes of the Fisherman)
- 1968: Caroline Chérie (Schön wie die Sünde) (Caroline Chérie)
- 1970: Das Bildnis des Dorian Gray (Il dio chiamato Dorian)
- 1970: Drei Halunken und ein Halleluja (Roy Colt & Winchester Jack)
- 1971: Paul Temple (Fernsehserie, Folge "Seltsame Faschingsspiele")
- 1971: Im Blutrausch des Satans (Reaziona a catena)
- 1971: Marta
- 1974: Der Nachtportier (Il portiere di notte)

## Literarische Werke (Auswahl)
- 1957: Una formica in ginocchio
- 1958: Una viuzza che porta al mare
- 1965: La piccinina di Milano
- 1976: Amore, amore, amore